# أليكساندر دي جيسوس
أليكساندر دي جيسوس (بالبرتغالية: Alexandre de Jesus‏) هو لاعب كرة قدم برازيلي في مركز الوسط، ولد في 16 سبتمبر 2001 في نوفا ليما في البرازيل. لعب مع نادي كروزيرو.

## وصلات خارجية
- أليكساندر دي جيسوس على موقع قاعدة بيانات كرة القدم.إي يو (الإنجليزية)
- أليكساندر دي جيسوس على موقع Soccerway.com (الإنجليزية)